# Gargara pallida
Gargara pallida är en insektsart som beskrevs av Kato 1928. Gargara pallida ingår i släktet Gargara och familjen hornstritar. Utöver nominatformen finns också underarten G. p. lineata.